# NGC 5002
NGC 5002 est une petite galaxie spirale barrée de type magellanique située dans la constellation des Chiens de chasse. Sa vitesse par rapport au fond diffus cosmologique est de 1 286 ± 16 km/s, ce qui correspond à une distance de Hubble de 19,0 ± 1,4 Mpc (∼62 millions d'al). NGC 5002 a été découverte par l'astronome prussien Heinrich Louis d'Arrest en 1865.
La classe de luminosité de NGC 5002 est V et elle présente une large raie HI.
En raison d'une brillance de surface égale à 14,38 mag/am2, on peut qualifier NGC 5002 de galaxie à faible brillance de surface (LSB en anglais pour low surface brightness). Les galaxies LSB sont des galaxies diffuses (D) avec une brillance de surface inférieure de moins d'une magnitude à celle du ciel nocturne ambiant.

## Distance de NGC 5002
À ce jour, deux mesures non basées sur le décalage vers le rouge (redshift) donnent une distance de 12,800 ± 0,849 Mpc (∼41,7 millions d'al), ce qui est légèrement à l'extérieur des valeurs de la distance de Hubble.
Cependant, cette galaxie est relativement rapprochée du Groupe local. On obtient souvent des distances assez différentes pour les galaxies rapprochées en se basant sur le décalage en raison du mouvement propre de ces galaxies dans le groupe où l'amas où elles sont situées. Cette valeur est peut-être plus près de la distance réelle de cette galaxie. Notons que c'est avec la valeur moyenne des mesures indépendantes, lorsqu'elles existent, que la base de données NASA/IPAC calcule le diamètre d'une galaxie.

## Groupe de NGC 5005
Selon A. M. Garcia, NGC 5002 fait partie du Groupe de NGC 5005. Ce groupe de galaxies compte au moins 16 membres. Les autres galaxies du groupe sont NGC 4861, NGC 5005, NGC 5014, NGC 5033, NGC 5107, NGC 5112, IC 4182,  IC 4213, UGC 8181, UGC 8246, UGC 8261, UGC 8303, UGC 8314, UGC 8315 et UGC 8323.
Abraham Mahtessian mentionne aussi l'existence de ce groupe, mais il n'y figure que quatre galaxies, soit NGC 5005, NGC 5014, NGC 5033 et IC 4213.